# آن لحظه مزخرف
آن لحظه مزخرف (انگلیسی: That Awkward Moment) فیلمی در ژانر کمدی رمانتیک است که در سال ۲۰۱۴ منتشر شد. از بازیگران آن می‌توان به زک افران، جسیکا لوکاس، ایموجن پوتس، مایکل بی.جردن، مایلز تلر و جاش پایس اشاره کرد.

## خلاصه فیلم
در آن زمان که همه ما در مورد سرنوشت و آینده روابط عاطیفمان بودیم،سه دوست صمیمی تصمیم خود را در مورد روابط رمانتیکشان گرفته بودند و ….